# ボブ・チン
ボブ・チン Bob Chinn（本名Robert Husong、ハワイ州・オアフ島ホノルル市出身、1943年5月10日 - ）は、アメリカ合衆国のポルノ映画監督。

## 来歴
チンは12歳の時、家族と共にニューメキシコ州に移り住んだ。その頃から映画を自主制作し始めている。彼はマイアミ大学とサンタモニカカレッジで学んだ後、1966年にUCLAの映画科を卒業した。卒業後はポルノ映画制作の現場で裏方を務めながら、自作のポルノ・ループを売り歩いていた。当時は25ドルで女の子を雇い、10-15分の映画を撮る事ができたと言う。
1970年代初めのある日、チンのオフィスに薄汚いぼさぼさ頭の男が道具係か照明係として雇って欲しいと現れた。チンがどちらも空きは無いと言うと、男は実は自分はジョン・ホームズという俳優だと答えた。その名に聞き覚えのあったチンはホームズだという証拠を見せろと言い、男はその通りにした。その「証拠」である彼の並外れて巨大な陰茎を目の当たりにして、チンは面白い映画が撮れると確信した。「なんと巨大なイチモツ (wad) だ」という自分の科白を受けて、チンとパートナーは『ジョニー・ワッド (Johnny Wadd)』という私立探偵ものの最初のシナリオをその場で書いた。2日後にはクランクインし、ホームズには当時としては破格の1日75ドルというギャラが支払われた。
ハードボイルドな私立探偵を主人公とする『ジョニー・ワッド』シリーズの1作目である『ジョニー・ワッド (Johnny Wadd)』はニューヨークで大当たりし、ニューヨークの配給業者はもっとジョニー・ワッドの映画を撮れと要求した。チンはホームズを雇い続編の『Flesh of the Lotus』を1日で撮影し、その夜には現像・編集され、1週間以内には劇場公開された。シリーズは大ヒットし、ホームズの代名詞となると共にチンの名声も高まった。5作目からは制作費が跳ね上げり、配役も豪華になっていった。シリーズは9作が作られた。
ホームズがコカインに溺れ出してから雲行きは怪しくなった。当時はまだポルノ映画撮影は摘発に神経を尖らせていた時代であり、撮影中に麻薬を所持している事が発覚すれば、それは即刑務所行きを意味していた。チンは撮影中にコカインを所持しているホームズを捕え、取り上げて説諭した。ホームズは怒りっぽくなって働こうとしなかった。彼と仕事を続ける事は困難になりつつあった。
1978年の『キャンディ・ストライパーズ (Candy Stripers) 』はScrew誌から同年の最高のセックス映画と評された。シャロン・ソープなどが出演したこの映画は病院ポルノ映画の古典的名作として、多くの続編やスピンオフ作品を産み出し、XRCO殿堂入り映画となった。
チンはバカンス感覚でハワイロケを行なったと言う1973年の『Tropic of Passion』を皮切りに、何作か自らの監督作品やホームズの回顧映画などにセックスシーン無しで出演している。

## 監督作品の一部
- 1971年 - 『ジョニー・ワッド (Johnny Wadd)』†
- 1971年 - 『Flesh of the Lotus』†
- 1972年 - 『The Blonde in Black Lace』†
- 1973年 - 『Tropic of Passion』†
- 1976年 - 『ジャッキングポルノ/噴出 (Liquid Lips) 』†
- 1976年 - 『ハード・バージン/悪女 (Tell Them Johnny Wadd Is Here) 』†
- 1976年 - 『ポルノアメリカ/指を濡らす女 (Tapestry of Passion) 』
- 1977年 - 『エンドレス・セックス (The Jade Pussycat) 』†
- 1978年 - 『U.S.A.変態 (Little Orphan Dusty) 』
- 1978年 - 『6人の女/ファイヤー・セックス (Blonde Fire) 』†
- 1978年 - 『セックスU.S.A./挑まれた女 (China Cat) 』†
- 1978年 - 『キャンディ・ストライパーズ (Candy Stripers) 』(XRCO殿堂入り映画)
- 1979年 - 『肉獣ベッド・ブレーカー (California Gigolo) 』
- 1979年 - 『ブルーフェラチカ/媚少女 (Tropic of Desire) 』
- 1979年 - 『もっと熱く淫らに (Hot Legs) 』
- 1980年 - 『色魔ブルークイーン (Sadie) 』
- 1982年 - 『毒婦レニー (The Seductress) 』
- 1983年 - 『マンスローター/交換台の令嬢 (The Young Like It Hot) 』

†「ジョニー・ワッド」シリーズ

## 受賞
- AVN殿堂入り[8]
- XRCO殿堂入り[6]